# Enrico Piretti
Enrico Piretti (Bologna, 1911 – 1993) è stato un liutaio italiano, uno tra i più importanti dagli anni cinquanta agli anni ottanta del '900.
Le sue chitarre classiche e i suoi violini hanno una buona notorietà internazionale per le loro doti sonore e la loro cura estetica.

## Biografia
Piretti frequentò la Scuola Italiana di Liuteria di cui era direttore il liutaio Luigi Mozzani, già ideatore del famoso mandolino a fondo piatto detto padellino. Nel 1949 Piretti vinse il "Concorso Internazionale di Liuteria di Cremona", e ottenne nel corso della sua carriera altri importanti riconoscimenti.
Negli anni sessanta si dedicò anche alla realizzazione di chitarre elettro-acustiche di tipo archtop. Affiancate ai coevi amplificatori valvolari Davoli e Binson erano strumenti di grande pregio.